# Milorad Novaković
Milorad Novaković (6 ottobre 1991) è un giocatore di football americano serbo, che gioca nel ruolo di defensive lineman per i Kragujevac Wild Boars.